# Ingrid Raber
Ingrid Raber (* 14. Dezember 1946 in Nordhausen) ist eine deutsche Politikerin (SPD) und ehemalige thüringische Landtagsabgeordnete.

## Leben und Beruf
Nachdem sie 1965 ihre Schulausbildung mit dem Abitur beendet hatte, begann sie eine Lehre zur Industriekauffrau in der Materialbeschaffung. Von 1969 bis 1972 besuchte sie die Ingenieurschule in Schmalkalden und schloss diese als Ingenieurökonomin ab. Anschließend arbeitete sie zwei Jahre lang als wissenschaftliche Mitarbeiterin. 1976/77 war sie Inventurleiterin und ab 1978 zwölf Jahre lang stellvertretende Leiterin für Arbeitsökonomie im VEB Fernmeldewerk Nordhausen. Im Jahr 1990 war sie Personalamtsleiterin der Stadtverwaltung Nordhausen.
Ingrid Raber ist verheiratet und hat zwei Kinder.

## Politik
Raber wurde 1990 Mitglied des Thüringer Landtags, aus dem sie 1999 ausschied. Sie stand dem Ortsverein der SPD Nordhausen vor und war von 1990 bis 1994 Mitglied des Stadtrats in Nordhausen. Im April 2006 wurde sie in den Vorstand des Fördervereins „Flohburg“ gewählt, zu dessen Gründungsmitgliedern sie gehört.